# AMC Hornet
AMC Hornet – samochód osobowy klasy kompaktowej produkowany pod amerykańską marką AMC w latach 1969–1977.

## Historia i opis modelu

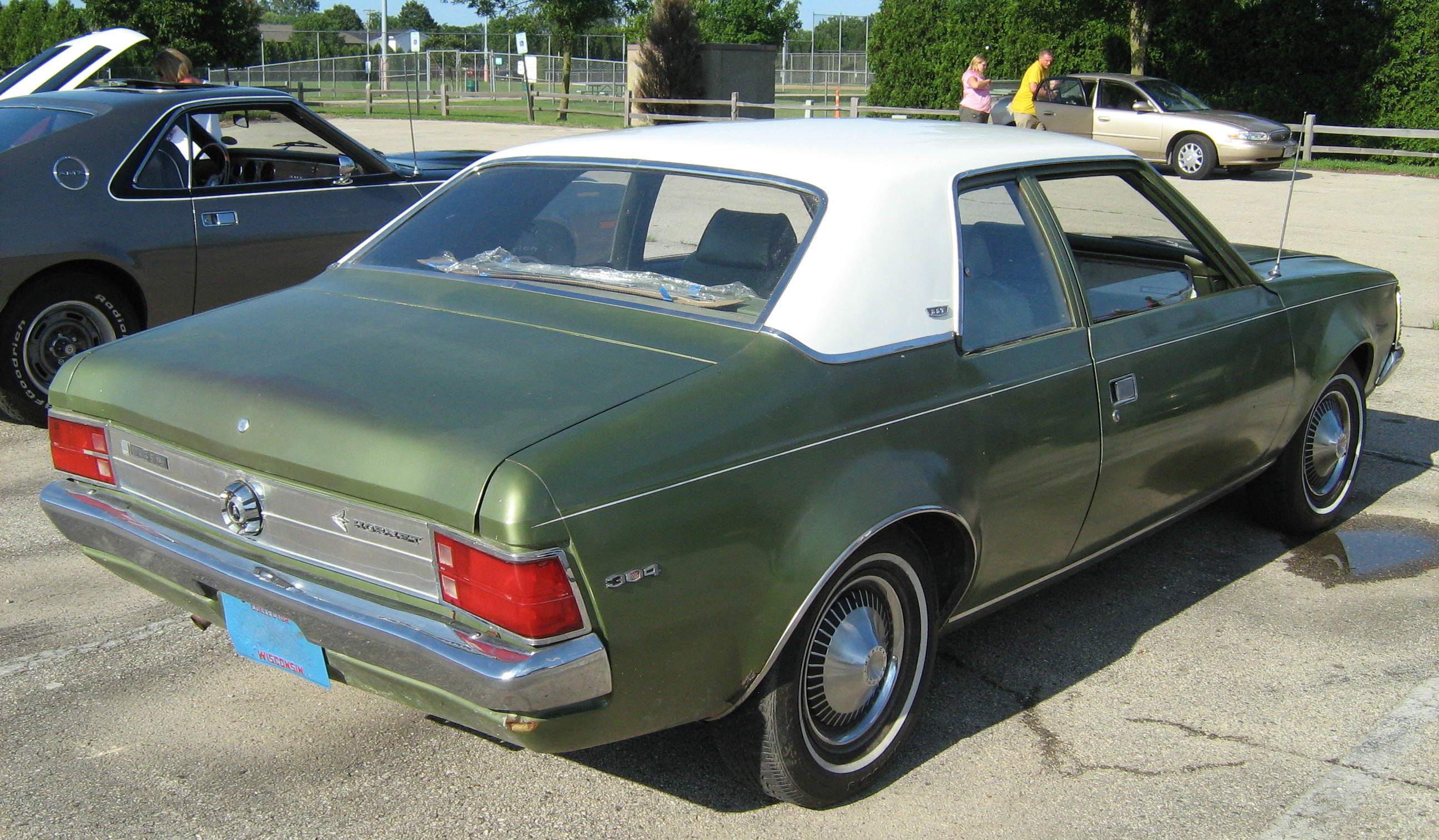
AMC Hornet - tył

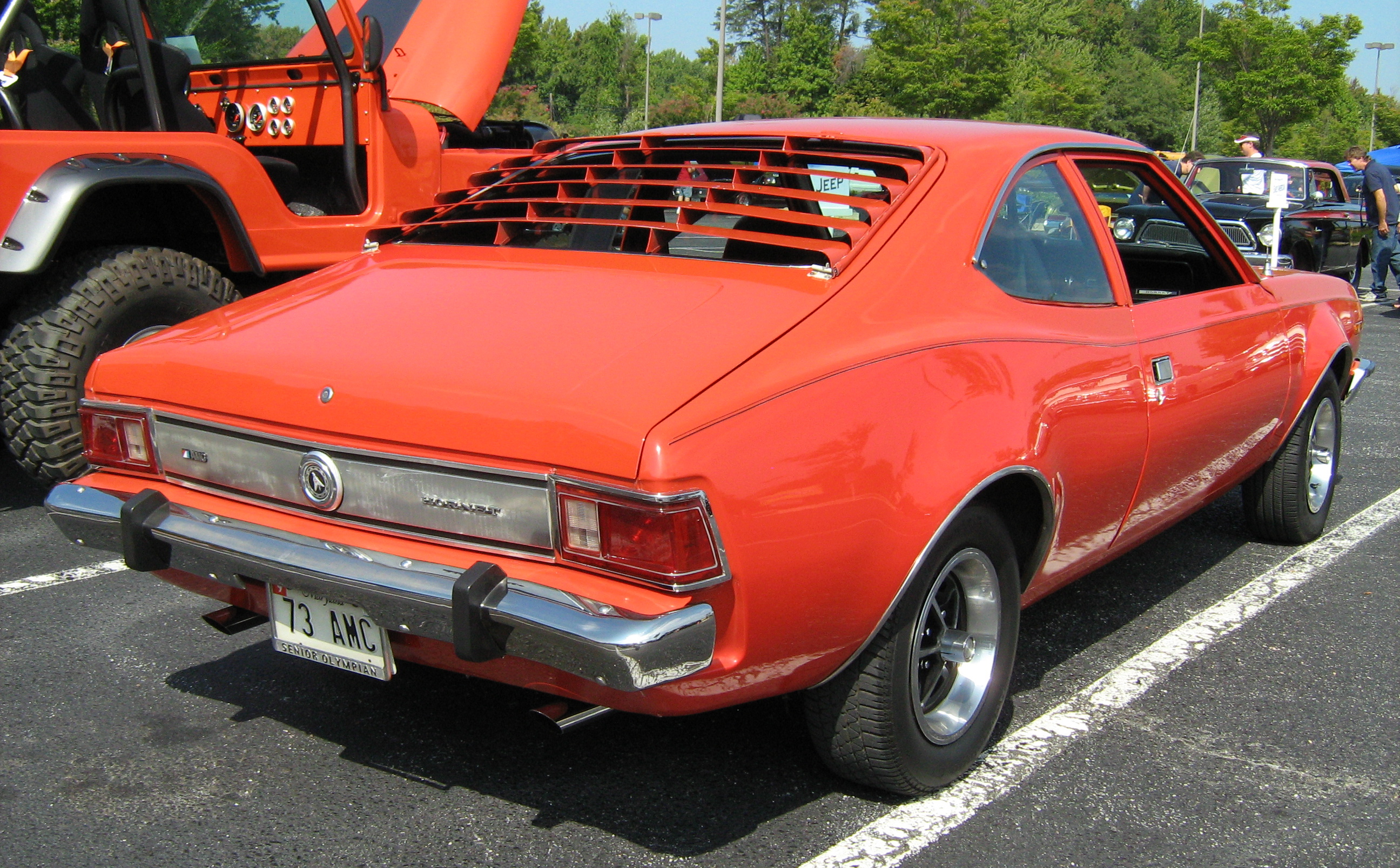
AMC Hornet Fastback

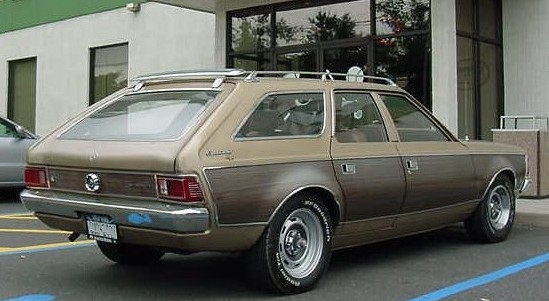
AMC Hornet Kombi

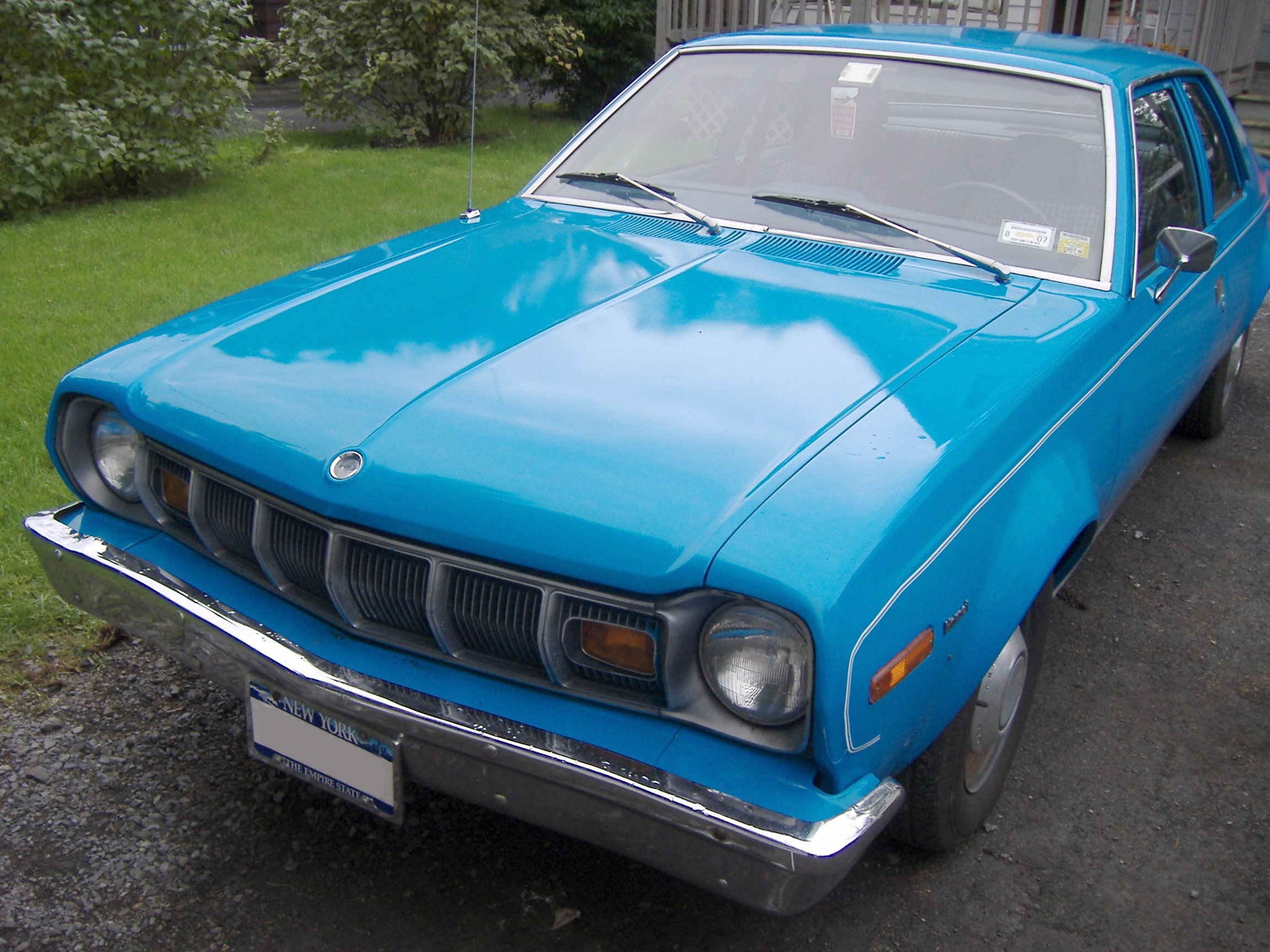
AMC Hornet po liftingu

Jesienią 1969 roku koncern American Motors przedstawił nowy kompaktowy model Hornet, który w dotychczasowej ofercie zastąpił model Rambler American. Samochód utrzymano w kierunku stylitycznym do innych, większych pojazdów marki AMC, wyróżniając się zadartą linią szyb, wyeksponowanym tylnym nadkolem oraz wyraźnie zaznaczonymi krawędziami nadkoli. Zarówno pas przedni, jak i tylny zdobił podłużny pas - z przodu tworzyła go atrapa chłodnicy, a z tyłu chromowana ozdoba między lampami.
AMC Hornet dostępny był jako 4-drzwiowy sedan i 5-drzwiowe kombi, a także z 3-drzwiowym nadwoziem fastback oraz pod postacią 2-drzwiowego coupé.

### Lifting
Pod koniec 1972 roku AMC Hornet przeszedł obszerną modernizację nadwozia, w ramach której w główniej mierze zmienił się wygląd przedniej części nadwozia. Pojawiły się większe okrągłe reflektory, a także zmodyfikowana atrapa chłodnicy składająca się z kilku segmentów. Pod tą postacią Hornet produkowany był do 1977 roku, po czym zastąpił go nowy model Concord.

### Silniki
- L6 3.3l
- L6 3.8l
- L6 4.1l
- L6 4.6l
- V8 5.0l
- V8 5.9l

### Dane techniczne
- V8 5,0 l (4983 cm³), 2 zawory na cylinder, OHV
- Układ zasilania: gaźnik
- Średnica cylindra × skok tłoka: 95,25 mm × 87,38 mm
- Stopień sprężania: 9,0:1
- Moc maksymalna: 213 KM (157 kW) przy 4400 obr./min
- Maksymalny moment obrotowy: 414 N•m przy 2800 obr./min